# کنسرتو پیانو شماره ۲ (راخمانینف)

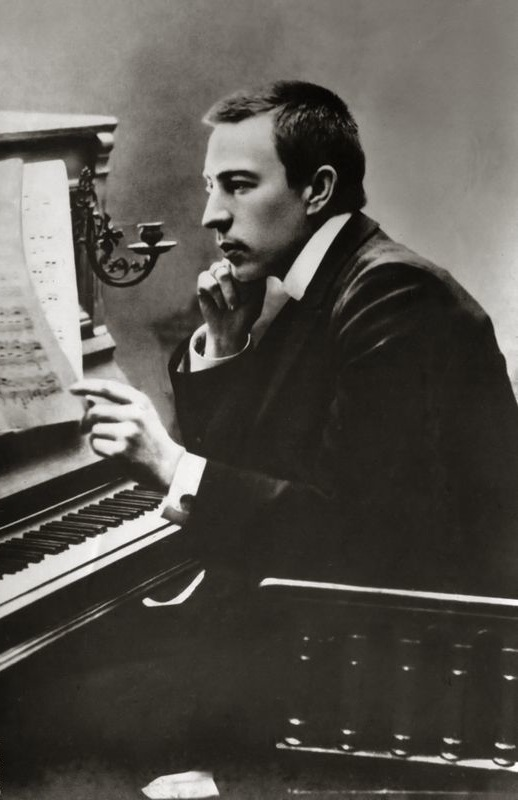
اوایل دهه ۱۹۰۰. زمانی که راخمانینف کنسرتو پیانو شماره ۲ را ساخت

کنسرتو پیانو شماره ۲ در دو مینور (اپوس ۱۸) دومین کنسرتو پیانو از آهنگساز روسی قرن بیستم، سرگئی راخمانینف، می‌باشد.
این اثر بین پاییز سال ۱۹۰۰ و ۱۹۰۱ نوشته شده‌است و اولین بار توسط خود راخمانینف به عنوان یک تکنواز در ۲ دسامبر ۱۹۰۰ اجرا شد. اولین اجرای کامل "کنسرتو پیانو شماره ۲" با رهبری پسر عمۀ راخمانینف، الکساندر سیلوتی، در تاریخ ۹ نوامبر ۱۹۰۱ صورت گرفت.
این کنسرتو پیانو یکی از محبوب‌ترین آثار سرگئی راخمانینف است و به راخمانینف به عنوان یک آهنگسازِ کنسرتو پیانو شهرت بخشید. 

## تاریخچه
پس از اولین اجرای سمفونی یکمِ راخمانینف در سال ۱۸۹۷، این آهنگساز روسی دچار افسردگی شدیدی شد. علت آن، نقدها و بازخوردهای ضعیفی بود که به سمفونی اول وی داده شد. این افسردگی تا چندین سال ادامه داشت و بر اعتماد به نفس راخمانینف لطمه وارد کرد. در نهایت این بیماری توسط نیکولای دال از طریق هیپنوتیزم درمان شد و اعتماد به نفس و شادی راخمانینف به طرز قابل توجه‌ای برگشت. راخمانینف به پاس تلاش‌های روانشناسش این قطعه را به نیکولای دال تقدیم کرد.

درکتاب "خاطرات راخمانینف: گفته شده به اسکار وان ریسمان"، از زبان خود راخمانینف آمده‌است که:
«(بعد از اجرای ناموفق سمفونی یکم در سن پترزبورگ)، من به عنوان یک فرد تغییر یافته به مسکو برگشتم. یک حس کرخت کننده به سراغم آمد و احساساتم را فلج کرد… نصف روزهایم در حالی که بر روی مبل دراز کشیده بودم و بر زندگی ویران شده‌ام افسوس می‌خوردم، سپری می‌شد.» در جای دیگر نیز به روش درمان نیکولای دال اشاره می‌کند و می‌گوید:" «من هر روز یک الگوی ثابت هیپنوتیزم را در حالی که در اتاق کار دال نیمه هشیار بودم، می‌شنیدم.[دال می‌گفت:]" تو آهنگسازی کنسرتو را آغاز خواهی کرد. تو به هنرمندی آن کار را انجام می‌دهی… آن کنسرتو عالی و مرغوب خواهد بود…" هرچند که ممکن است عجیب به نظر برسد اما این درمان به من کمک کرد. در آغاز تابستان من شروع به آهنگسازی کردم. ایده‌های جدید موسیقی درون من شروع به برانگیخته شدن کردند. بیشتر از آنچه که برای کنسرتوی من مورد نیاز بود. در پاییز من Andante (موومان دوم) و Finale (موومان پایانی) را آهنگسازی کردم… و آن‌ها را در یک کنسرت خیریه اجرا کردم… آن اجرا موفقیت خوشحال کننده‌ای داشت… در بهار من آهنگسازیِ موومان اول را به پایان رساندم… به عنوان قدردانی من این [کنسرتو را] به دکتر دال تقدیم کردم."»

## آهنگسازی

### موومان اول: دو مینور

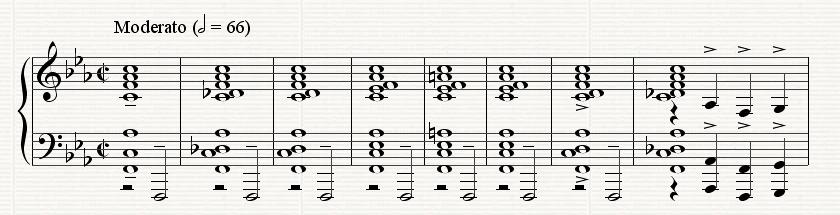
۸ میزان اول کنسرتو پیانو شماره ۲ اثر راخمانینف. آکوردهای تهدید کننده و سنگینی که تداعی کنندهٔ صدای ناقوس کلیسا هاست

موومان اول با رشته آکوردهایی برای پیانو آغاز می‌شود. این آکوردها به تدریج سنگین تر و شدید تر می‌شوند در نهایت به اوج خود می‌رسند و با همراهی ارکسترال ، تم اصلیِ موومان اول برای بارِ اول نواخته می‌شود. در این قسمت ارکسترال ملودی تم را که یک ملودیِ روسی هست را می‌نوازند و در این میان پیانو با آرپژیوهای مداوم با ارکسترال همنوازی می‌کنند. بعد از تم اولیه، یک تغییر کلید سریع به می بمل ماژور (گام نسبیدو مینور) صورت می‌گیرد که تا دومین تم موسیقی را همراهی می‌کند.